# 日本殖民地

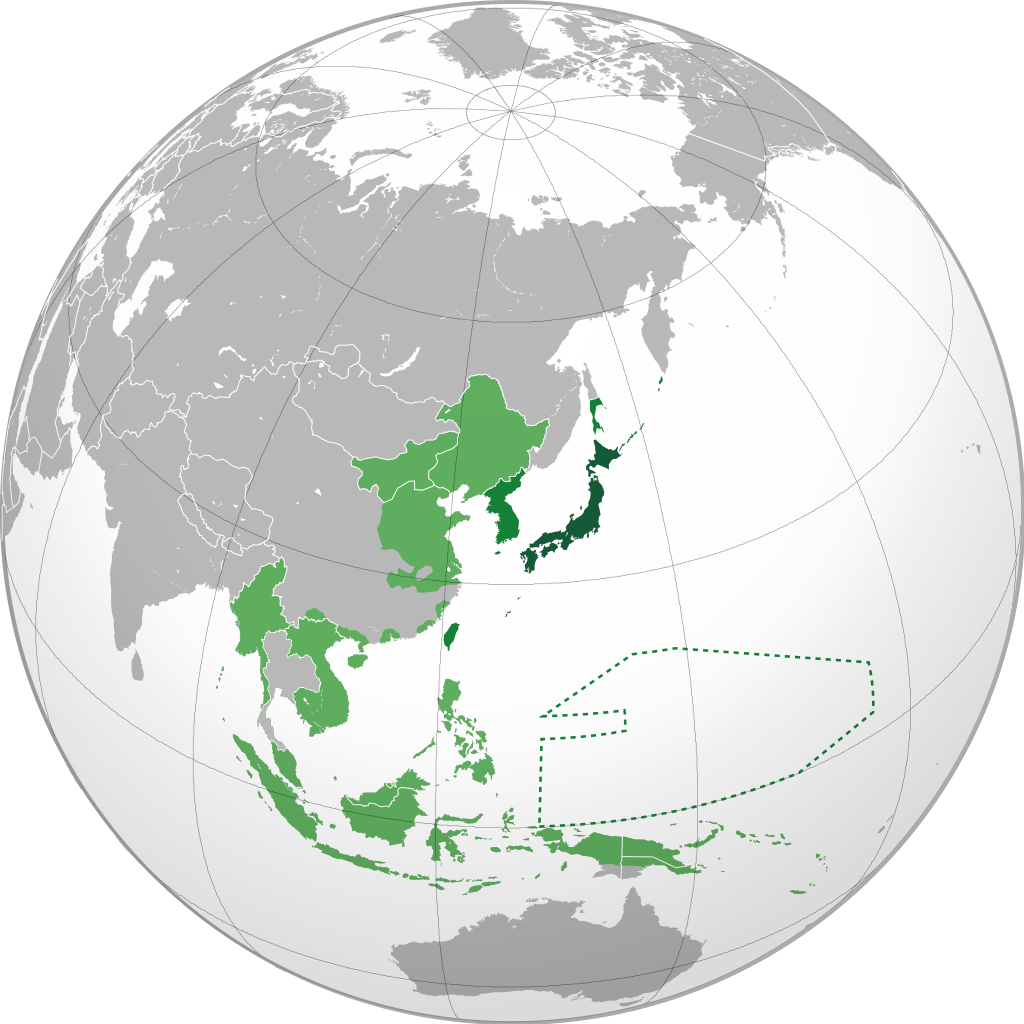
1942年日本的控制区：
日本本土
殖民地与托管地南洋群岛
傀儡国、保护国，以及战时占领地区

大日本帝国曾在1895年-1945年之间拥有殖民地，部分文章会使用“日本殖民帝国”（英語：Japanese Colonial Empire）来形容这一时期拥有殖民地的日本。1895年，日本在甲午战争中击败中国清朝，通过《马关条约》取得第一块殖民地台湾。此后，库页岛（日本称桦太岛）南部（建桦太厅）、辽东半岛南部（建关东州）、以及朝鲜陆续成为日本殖民地。一战后日本又从战败国德国手中取得部分南太平洋岛屿（日本称南洋群岛）的托管权（建南洋厅）。這些殖民地雖被納入日本領土，但被編為與日本內地有別的「外地」。
日本也曾短暂拥有中国山东省青岛市。一战中的1914年，日本对德国宣战，军事占领其殖民地胶澳租借地，并在战后正式从德国手中取得该地区。胶澳租界地自德国转给日本而非归还中国一事后来成为中国五四运动的导火索。经过中方的外交努力，1922年，日本将胶澳租借地归还给中国。
因日本在二战中战败，日本于1945年8月宣布无条件投降。根据战后盟军对日本的安排，日本必须放弃所有的海外殖民地。日本投降后，日本各殖民地由盟军控制，日本自此失去所有的殖民地，殖民历史宣告终结。根据1951年签订的《旧金山和约》，日本宣告放弃对所有殖民地的主权。

## 1895年前的领土扩张
在1895年前，日本陆续将南方諸島、琉球（今日本冲绳县）以及千岛群岛等近海岛屿纳入统治范围。这些地区按照日本内地的法律制度管辖，与后来取得的被视为殖民地的外地不同。

## 台湾

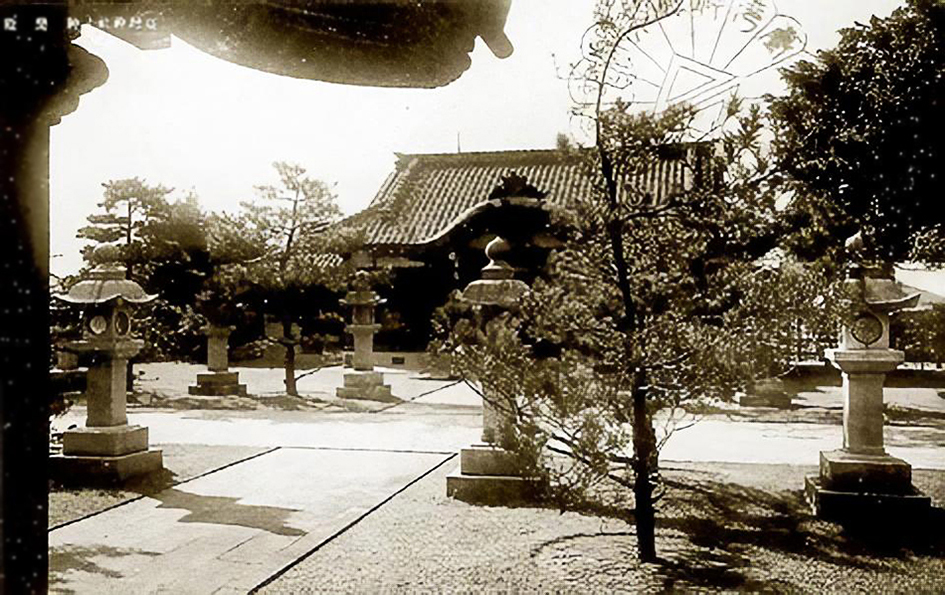
日治时期日本在台湾修建的台湾神社

1895年，日本在甲午战争中战胜清朝，根据战后签订的《马关条约》取得第一块殖民地台湾岛。日本取得台湾岛初期，台湾各地反抗运动频发，日本方面也实行严厉的高压统治，日本难以统治，第三任总督乃木希典甚至提出转售台湾岛的建议。后来在后藤新平的主导下，日本转变了对台的统治策略，开始实行相对温和的统治手段。此外，日本也开始对台湾进行一定的建设，使台湾的经济在日治时期得到一定发展。但另一方面，日本也在台湾进行经济殖民，让台湾为日本本土提供原材料以及蔗糖等农产品。在日本统治后期，日本在台湾实行皇民化运动等文化同化政策，力图增强台湾居民对日本的认同。

## 朝鲜半岛

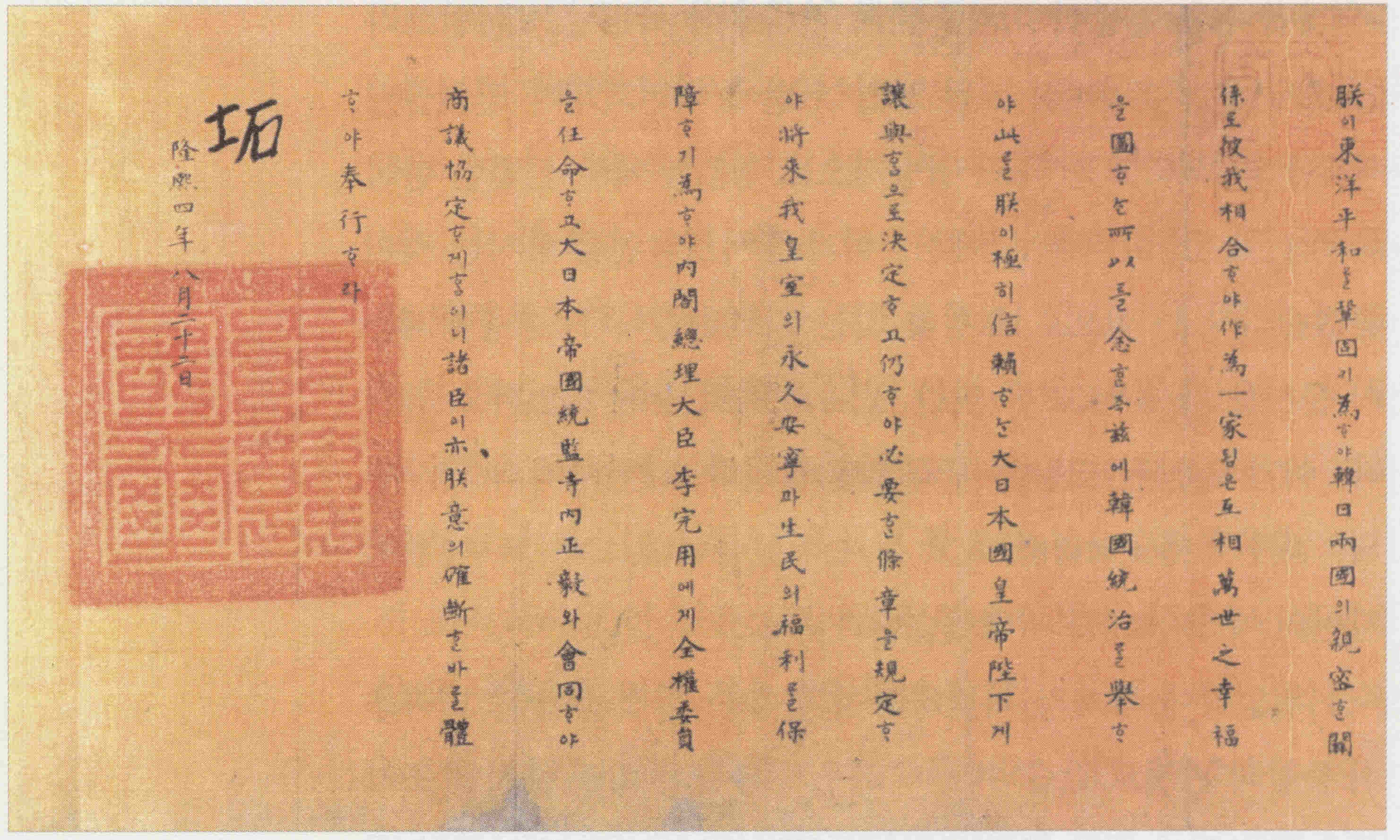
《日韩合并条约》原始文本

在甲午战争后，日本在朝鲜王朝以及其后的大韩帝国的影响力不断增强，但俄国在朝鲜也有相当强的影响力。日俄战争爆发后，日军开进汉城，并强迫大韩帝国签订《日韩议定书》协助日本作战。1905年，日本在日俄战争中取胜，俄国在朝鲜半岛的影响力大减。1905年11月17日，日本强迫大韩帝国签订《乙巳条约》，大韩帝国成为日本保护国。1910年，《日韩合并条约》签订，日本合并朝鲜半岛，将其作为自己的殖民地进行管理。
日本统治朝鲜前期，日本在朝鲜半岛实行高压的“武断统治”、对朝鲜各地的反抗运动进行镇压。1919年爆发的朝鲜三一运动成为了一个重要的转折点。这场大规模的独立运动促使日本政府重新评估其统治策略。随后，日本逐步转向了被称为"文化统治"的相对怀柔的政策。在20世纪20年代，日本则是在朝鲜扶植亲日阶级、对朝鲜人采取分化政策，煽动不同阶级之间的对立。20世纪30年代后期，日本开始实行皇民化运动等文化同化政策、提出“内鲜一体”、“日鲜同祖”，希望借此逐步消除朝鲜人的文化与民族认同，并加强朝鲜人对日本本土的认同。
日治时期，朝鲜半岛的经济得到了较快发展，但因对朝鲜的发展是以服务日本本土为目的，在这一过程中不乏朝鲜人受到日本统治者剥削的情况。

## 桦太岛

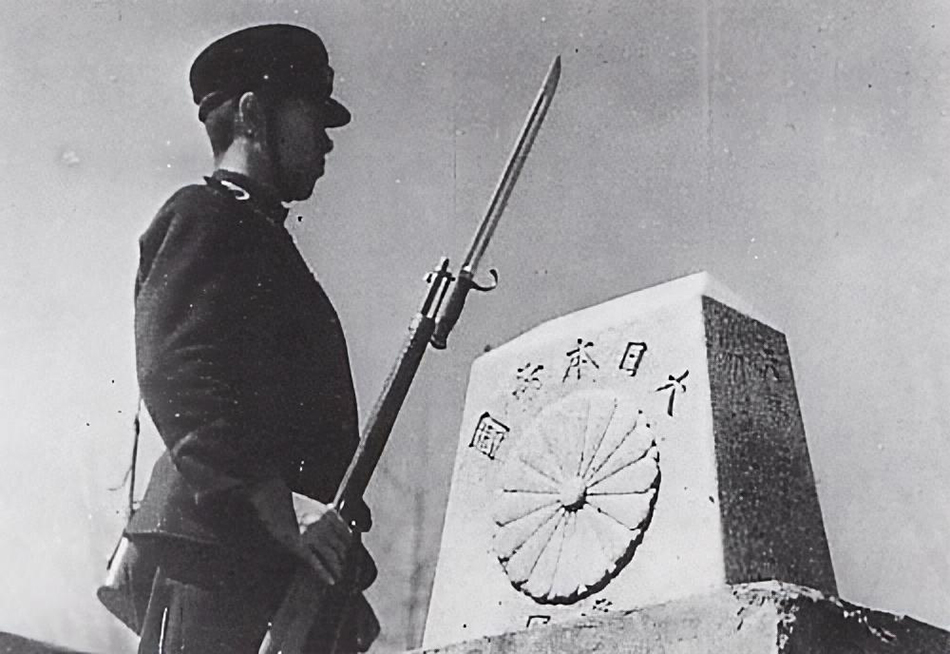
守卫库页岛上日俄边境的士兵

明治时代，日本曾向库页岛（桦太岛）南部派遣殖民者。但在《库页岛千岛交换条约》签订后，日本以千岛群岛作为交换，承认俄国对整个库页岛的主权。
1905年，日本在日俄战争中取胜。根据战后签订的《朴茨茅斯和约》，日本从俄国手中取得库页岛（桦太岛）南部。 1907年4月，日本设立樺太廳，取代原本的管理机构桦太民政署。樺太廳的总部位于大泊町（今属俄罗斯科尔萨科夫）。日本在统治库页岛南部期间，曾进行过一定程度的拓荒活动，当地的工业、林业，以及矿业都有一定发展。日本迁往南库页岛的移民主要来自日本本土以及日治朝鲜。1943年，日本将桦太厅纳入日本本土的统治体系，直到1945年当地被苏军占领。
1920年-1925年之间，日本曾趁俄国内战西伯利亚干涉期间占领库页岛北部。直到1944年，日本都拥有在库页岛北部开采煤矿与石油的特权。

## 关东州
根据日俄战争后签订的《朴茨茅斯和约》，日本强迫俄国将租借的关东州（大致相当于于今中国辽宁省的旅顺、大连地区）转给日本统治。根据该条约，日本还一并获得了在南满铁路沿线的特权。根据《二十一条》要求，关东州的租期延长到了99年。日本关东军的前身满铁守备队最初就是为保障日本在南满铁路的特权而设立。日本将南满铁路的终点站、关东州的大连作为贸易港经营，而旅顺港则是作为日本海军的军港。

## 胶澳租借地（青岛）
一战爆发后，日本站在协约国一方，而德国属日本的敌对阵营同盟国。1914年，日本对德国殖民地胶澳租借地（大致相当今中国山东省青岛市）出兵，并在11月占领该地。一战后根据《凡尔赛条约》，日本正式从德国手中取得在胶澳租借地的权益。因中国未取回胶澳租借地的主权，此事成为五四运动的导火索。经过中方的外交努力，1922年，日本根据《解决山东悬案条约》将胶澳租借地（青岛）归还中国。

## 南洋群岛托管地

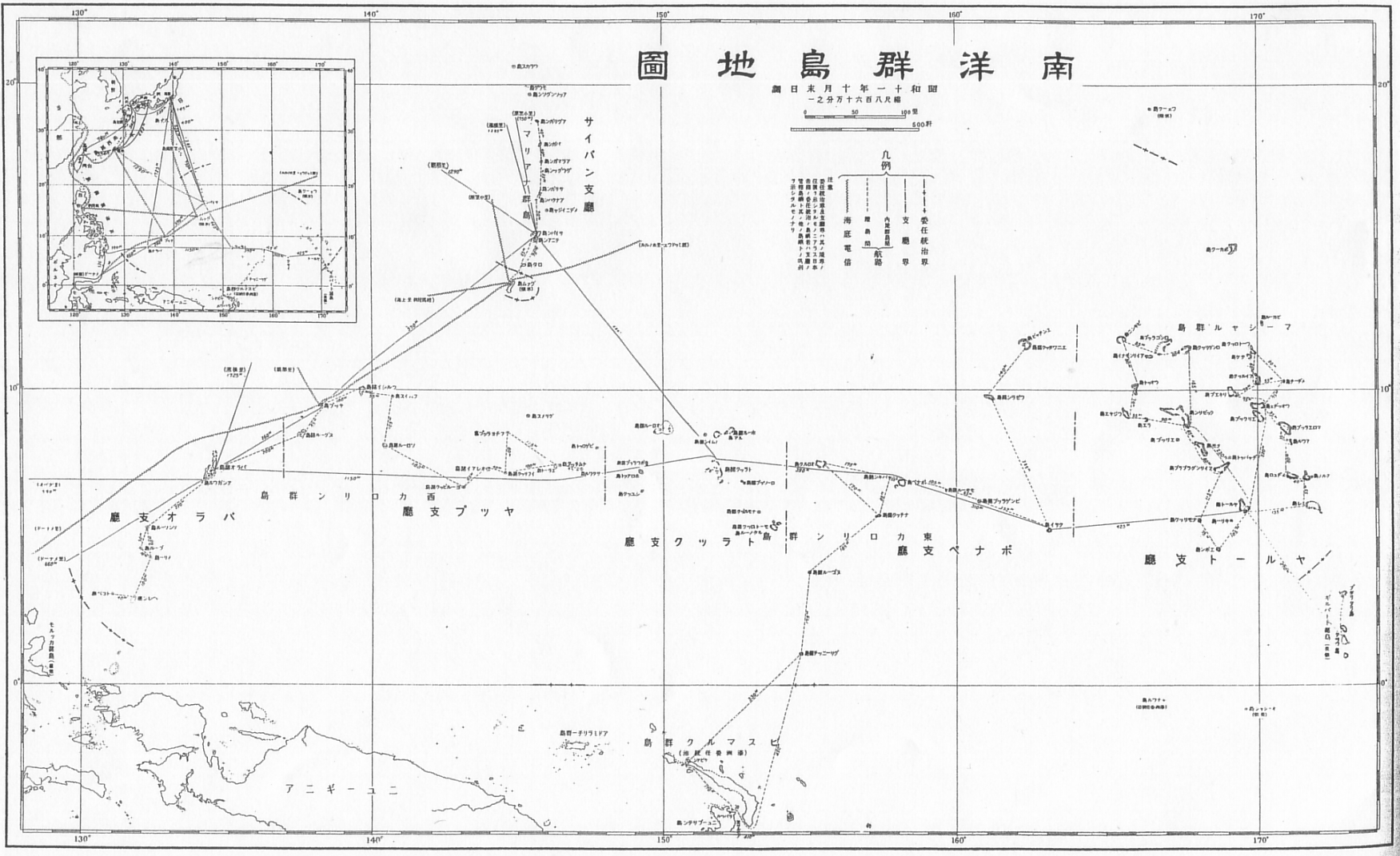
由日本绘制的南洋群岛地区

第一次世界大战爆发后，日本海军在南太平洋击败德国海军，并占领德国在这一地区的殖民地。第一次世界大战结束后，国际联盟将这一地区的托管权授予日本，是为南洋群岛托管地。日本在这一地区设立的统治机关是南洋厅。

## 解体
根据二战后期盟军对日本战后的安排，日本二战后的领地被限制在日本本土以及一些由同盟国决定的小岛。日本投降以后，殖民地台湾岛由中华民国占领、朝鲜半岛由美苏双方分别占领（蘇聯民政廳、駐朝鮮美國陸軍司令部軍政廳）、关东州和南库页岛由苏军占领，南洋群岛后由联合国授权美国进行托管。自此，日本失去了所有的海外殖民地，殖民历史划上句点。根据1951年日本与其他48国共同签订的《旧金山和约》，日本宣告放弃对所有殖民地的主权。